# Despicable Me: Original Motion Picture Soundtrack
Despicable Me: Original Motion Picture Soundtrack được phát hành ngày 6 tháng 7 năm 2010, gồm những bài hát được phát trong phim. Phần lớn các bài hát được viết bởi Pharrell Williams, với sự trình bày của Destinee & Paris, The Sylvers, Robin Thicke, The Bee Gees và David Bisbal.
| Despicable Me: Original Motion Picture Soundtrack | Despicable Me: Original Motion Picture Soundtrack                   | Despicable Me: Original Motion Picture Soundtrack | Despicable Me: Original Motion Picture Soundtrack | Despicable Me: Original Motion Picture Soundtrack |
| STT                                               | Nhan đề                                                             | Sáng tác                                          | Trình bày                                         | Thời lượng                                        |
| ------------------------------------------------- | ------------------------------------------------------------------- | ------------------------------------------------- | ------------------------------------------------- | ------------------------------------------------- |
| 1.                                                | "Despicable Me"                                                     | Pharrell Williams                                 | Pharrell                                          | 4:13                                              |
| 2.                                                | "Fun, Fun, Fun"                                                     | Pharrell Williams                                 | Pharrell                                          | 3:26                                              |
| 3.                                                | "I'm On a Roll"                                                     | Pharrell Williams/Robin Thicke                    | Destinee & Paris                                  | 3:11                                              |
| 4.                                                | "Minion Mambo" (feat. Pharrell & Lupe Fiasco)                       | Pharrell Williams/Lupe Fiasco                     | The Minions                                       | 3:04                                              |
| 5.                                                | "Boogie Fever" (from the 1976 album Showcase)                       | Freddie Perren/Kenneth St. Lewis                  | The Sylvers                                       | 3:28                                              |
| 6.                                                | "My Life"                                                           | Pharrell Williams/Robin Thicke                    | Robin Thicke                                      | 3:54                                              |
| 7.                                                | "Prettiest Girls"                                                   | Pharrell Williams                                 | Pharrell                                          | 3:19                                              |
| 8.                                                | "Rocket's Theme"                                                    | Pharrell Williams                                 | Pharrell                                          | 4:03                                              |
| 9.                                                | "You Should Be Dancing" (from the 1976 album Children of the World) | Bee Gees                                          | Bee Gees                                          | 4:18                                              |
| 10.                                               | "The Unicorn Song"                                                  | Pharrell Williams                                 | Agnes (Elsie Fisher)                              | 2:08                                              |
| 11.                                               | "Soñar (My Life)" (iTunes only Bonus track)                         | Pharrell Williams/Robin Thicke                    | David Bisbal                                      | 4:03                                              |

| Despicable Me: Original Motion Picture Soundtrack (More Music) | Despicable Me: Original Motion Picture Soundtrack (More Music) | Despicable Me: Original Motion Picture Soundtrack (More Music) | Despicable Me: Original Motion Picture Soundtrack (More Music) |
| STT                                                            | Nhan đề                                                        | Trình bày                                                      | Thời lượng                                                     |
| -------------------------------------------------------------- | -------------------------------------------------------------- | -------------------------------------------------------------- | -------------------------------------------------------------- |
| 1.                                                             | "Casino Royale"                                                | Herb Alpert & The Tijuana Brass                                | 2:39                                                           |
| 2.                                                             | "Despicable Me (The Balloon)"                                  | Pharrell                                                       | 2:16                                                           |
| 3.                                                             | "Sweet Home Alabama"                                           | Lynyrd Skynyrd                                                 | 4:45                                                           |
| 4.                                                             | "Rocket's Theme (Bed Scene)"                                   | Pharrell                                                       | 0:35                                                           |
| 5.                                                             | "Garota de Ipanema"                                            | Antonio Carlos Jobim & Vinicius De Moraes                      | 3:31                                                           |
| 6.                                                             | "Despicable Me II (Checking Inn)"                              | Pharrell                                                       | 1:48                                                           |
| 7.                                                             | "Prettiest Girls (Introduction)"                               | Pharrell                                                       | 0:42                                                           |
| 8.                                                             | "Copacabana"                                                   | Barry Manilow                                                  | 5:46                                                           |
| 9.                                                             | "The Way It Is (Vector's Theme)"                               | D.A. Wallach                                                   | 0:48                                                           |
| 10.                                                            | "Prettiest Girls (Theme Park)"                                 | Pharrell                                                       | 2:17                                                           |
| 11.                                                            | "Swan Lake Waltz"                                              | Pyotr Ilyich Tchaikovsky                                       | 6:52                                                           |
| 12.                                                            | "Fun, Fun, Fun (Orchestra Version)"                            | Pharrell                                                       | 2:52                                                           |

| Despicable Me Score | Despicable Me Score        | Despicable Me Score |
| STT                 | Nhan đề                    | Thời lượng          |
| ------------------- | -------------------------- | ------------------- |
| 1.                  | "Happy Gru"                | 0:52                |
| 2.                  | "Door Bell Rings"          | 0:22                |
| 3.                  | "Kyle Attacks"             | 0:30                |
| 4.                  | "Nefario Calls Gru"        | 1:08                |
| 5.                  | "Minion March"             | 1:29                |
| 6.                  | "Miss Hattie's Face"       | 0:49                |
| 7.                  | "Gru Calls Mom"            | 0:43                |
| 8.                  | "Meeting Mr. Perkins"      | 1:10                |
| 9.                  | "Explosion"                | 0:19                |
| 10.                 | "Meet The Girls (Reprise)" | 0:27                |
| 11.                 | "Adoption Process"         | 4:02                |
| 12.                 | "Gru's Lair"               | 1:01                |
| 13.                 | "Gru's Kitchen"            | 1:41                |
| 14.                 | "All Girls Amped Up"       | 0:18                |
| 15.                 | "Girls To Bed"             | 1:58                |
| 16.                 | "Girls To Dance Class"     | 0:34                |
| 17.                 | "Gru Is Angry"             | 1:04                |
| 18.                 | "Nefario Is Angry"         | 0:27                |
| 19.                 | "Teleconference"           | 3:37                |
| 20.                 | "Piggy Bank"               | 2:18                |
| 21.                 | "Hyper Girls"              | 0:37                |
| 22.                 | "Sleepy Kittens"           | 3:38                |
| 23.                 | "Nefario Confronts Gru"    | 1:43                |
| 24.                 | "Don't Let Her Take Us"    | 1:34                |
| 25.                 | "Kisses Goodnight"         | 2:41                |

| Despicable Me Promo Score | Despicable Me Promo Score | Despicable Me Promo Score |
| STT                       | Nhan đề                   | Thời lượng                |
| ------------------------- | ------------------------- | ------------------------- |
| 1.                        | "Logo – Beautiful Egypt"  | 1:42                      |
| 2.                        | "Mal Mart"                | 1:36                      |
| 3.                        | "Cookie Delivery"         | 3:30                      |
| 4.                        | "Drunk Unicorn"           | 0:36                      |
| 5.                        | "Blast Off"               | 1:32                      |
| 6.                        | "Gru In Space"            | 0:47                      |
| 7.                        | "Rushing Back"            | 1:34                      |
| 8.                        | "Gru VS. Vector"          | 6:02                      |